# Somos las Lalaloopsy
Somos las Lalaloopsy (título original: We're Lalaloopsy) es una serie de televisión de dibujos animados estadounidense producido por MGA Entertainment, Splash Entertainment y Netflix. La serie se basa en las muñecas Lalaloopsy de MGA Entertainment y es una secuela de la serie original Lalaloopsy. Se estrenó en Netflix el 10 de enero de 2017, originalmente se estrenó en 2012.

## Descripción
Somos las Lalaloopsy trata de un grupo de muñecas de trapo llamado Lalaloopsies y de su diversión y aventuras en Lalaloopsy Land.

## Personajes

### Personajes principales
- Rosy Bumps 'N' Bruises
- Spot Splatter Splash
- Jewel Sparkles
- Storm E. Sky
- Crumbs Sugar Cookie
- Dot Starlight

### Personajes recurrentes
- Ace Fender Bender
- Berry Jars 'N' Jam
- Sunny Side Up
- Forest Evergreen

## Reparto
| Personaje              | Actor original (Canadá) | Actor de doblaje (Hispanoamérica)                            | Actor de doblaje (España)       |
| ---------------------- | ----------------------- | ------------------------------------------------------------ | ------------------------------- |
| Rosy Bumps 'N' Bruises | Diana Kaarina           | Betzabé Jara                                                 | Ana Santos Maneiro              |
| Spot Splatter Splash   | Sabrina Pitre           | Alondra Hidalgo                                              | Beatriz Bravo Pintos            |
| Jewel Sparkles         | Kazumi Evans            | Ana Lobo                                                     | Natalia Garcia Dans             |
| Storm E. Sky           | Mariee Devereux         | Mireya Mendoza                                               | Marina Sanchez de la Peña       |
| Crumbs Sugar Cookie    | Jocelyne Loewen         | Nycolle González                                             | Luisa Fernández-Miranda         |
| Dot Starlight          | Maryke Hendrikse        | Laura Sánchez Vargas                                         | María del Carmen Aguado Taboada |
| Ace Fender Bender      | Matt Hill               | Emilio Treviño                                               | Damián Cortés Rey               |
| Berry Jars 'N' Jam     |                         | Maggie Vera (episodios 4–5, 8) Elsa Covián (episodios 10–13) |                                 |
| Sunny Side Up          |                         | Rosy Aguirre                                                 |                                 |
| Forest Evergreen       |                         | Pascual Meza                                                 |                                 |
| Título                 |                         |                                                              | Natalia Garcia Dans             |

## Episodios
| Episodio | Título                                                                              | Estreno original    |
| -------- | ----------------------------------------------------------------------------------- | ------------------- |
| 1a       | «Storm E. Sky se aproxima (LA)» «Storm E Sky's Ahead»                               | 10 de enero de 2017 |
| 1b       | «Storm E. llega rodando (LA)» «Storm E Rolls In»                                    | 10 de enero de 2017 |
| 2a       | «El buen peinado de Spot (LA)» «Spot's Good Hair Day»                               | 10 de enero de 2017 |
| 2b       | «Jewel hornea un pastel (LA)» «Jewel Bakes a Cake»                                  | 10 de enero de 2017 |
| 3a       | «La cuchara perfecta de Crumbs (LA)» «Crumbs' Perfect Spoon»                        | 10 de enero de 2017 |
| 3b       | «Rosy necesita un abrazo (LA)» «Rosy Needs a Hug»                                   | 10 de enero de 2017 |
| 4a       | «Spot se pone a ayudar (LA)» «Spot Gets Helpful»                                    | 10 de enero de 2017 |
| 4b       | «El té tranquilo de Rosy (LA)» «Rosy's Quiet Tea»                                   | 10 de enero de 2017 |
| 5a       | «El vestido de galleta de Crumbs (LA)» «Crumbs' Cookie Dress»                       | 10 de enero de 2017 |
| 5b       | «El día festivo de Storm E. (LA)» «A Storm E Holiday»                               | 10 de enero de 2017 |
| 6a       | «Storm E. canta sin parar (LA)» «Storm E Sings Up a Storm»                          | 10 de enero de 2017 |
| 6b       | «Spot juega a Cupido (LA)» «Spot Plays Matchmaker»                                  | 10 de enero de 2017 |
| 7a       | «Forest encuentra un animal extraviado (LA)» «Forest Finds a Stray»                 | 10 de enero de 2017 |
| 7b       | «Las aventuras de Jewel cuidando mascotas (LA)» «Jewel's Adventures in Pet Sitting» | 10 de enero de 2017 |
| 8a       | «No le den la galleta a Mouse (LA)» «Don't Give Mouse a Cookie»                     | 10 de enero de 2017 |
| 8b       | «La gran dificultad de Berry (LA)» «Berry Big Problem»                              | 10 de enero de 2017 |
| 9a       | «Storm E. toma un descanso (LA)» «Storm E Takes a Break»                            | 10 de enero de 2017 |
| 9b       | «Inesperado cambio de imagen de Jewel (LA)» «Jewel's Unexpected Makeover»           | 10 de enero de 2017 |
| 10a      | «Dot mira las estrellas (LA)» «Dot Sees Stars»                                      | 10 de enero de 2017 |
| 10b      | «Storm E. se siente nostálgica (LA)» «Storm E Gets Homesick»                        | 10 de enero de 2017 |
| 11a      | «Jewel rescata a Spot (LA)» «Jewel Saves Spot»                                      | 10 de enero de 2017 |
| 11b      | «Calma antes de Storm E. (LA)» «Calm Before the Storm E»                            | 10 de enero de 2017 |
| 12a      | «La gran tormenta de Dot (LA)» «Dot's Big Storm»                                    | 10 de enero de 2017 |
| 12b      | «Storm E. empaca sus maletas (LA)» «Storm E Packs Her Bags»                         | 10 de enero de 2017 |
| 13a      | «Cat y Cat están perdidos (LA)» «Cat and Cat Are Lost»                              | 10 de enero de 2017 |
| 13b      | «Llegan los cielos de Storm E. Sky (LA)» «Storm E Sky's Arrive»                     | 10 de enero de 2017 |